# Liparia splendens
Liparia splendens är en ärtväxtart som först beskrevs av Nicolaas Laurens Nicolaus Laurent Burman, och fick sitt nu gällande namn av Jan Justus Bos och De Wit. Liparia splendens ingår i släktet Liparia och familjen ärtväxter.

## Underarter
Arten delas in i följande underarter:
- L. s. comantha
- L. s. splendens

## Bildgalleri

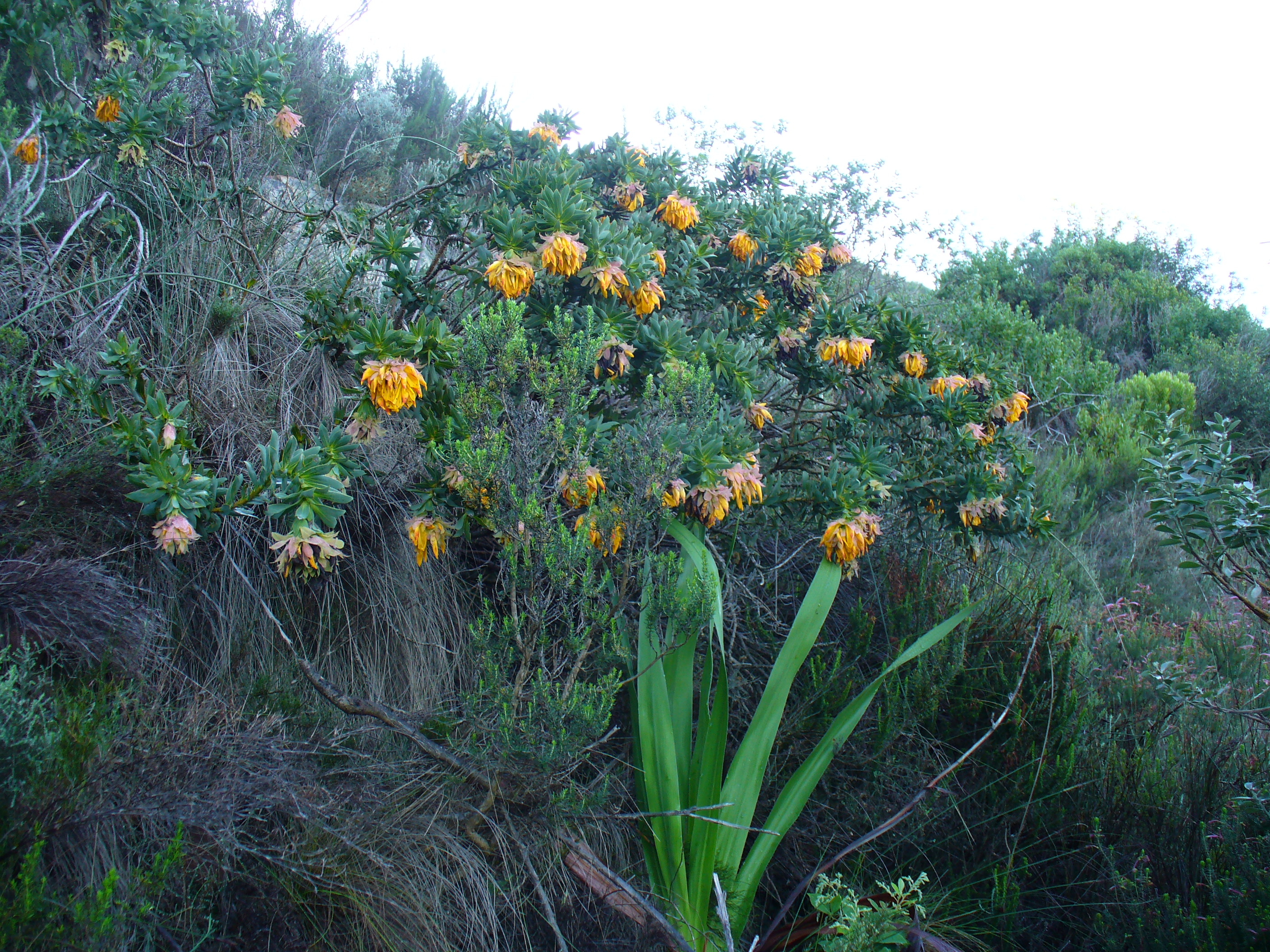
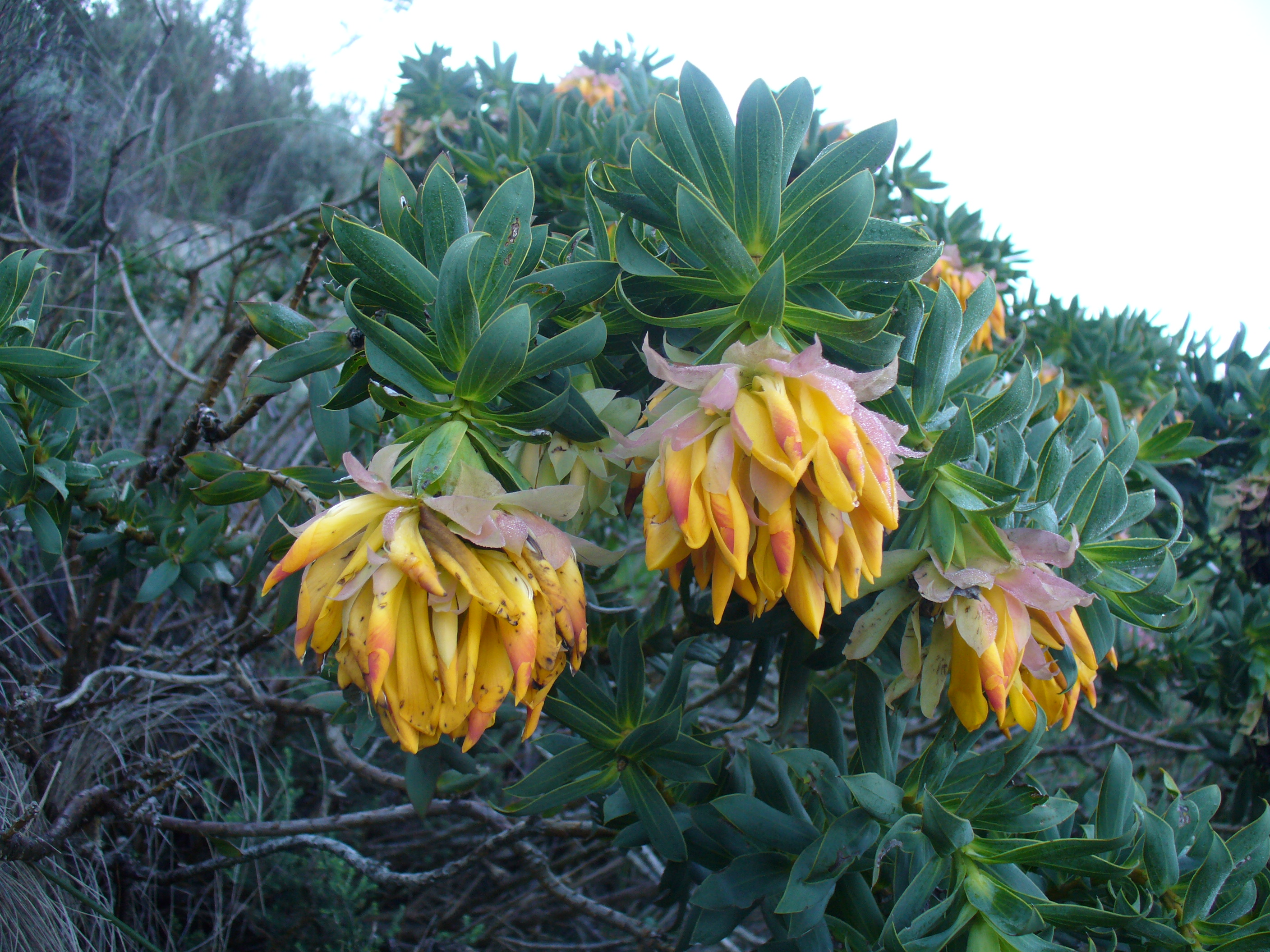
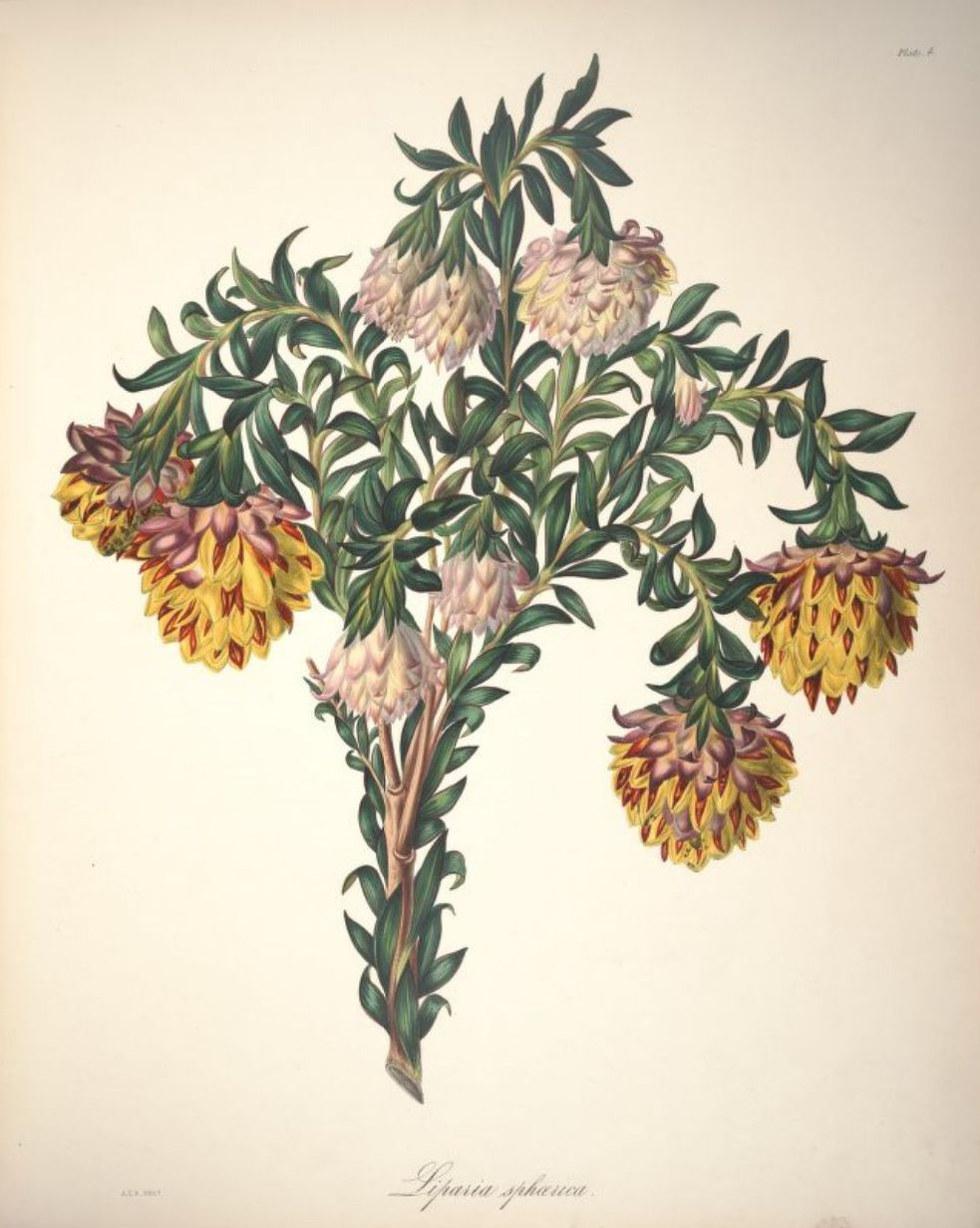
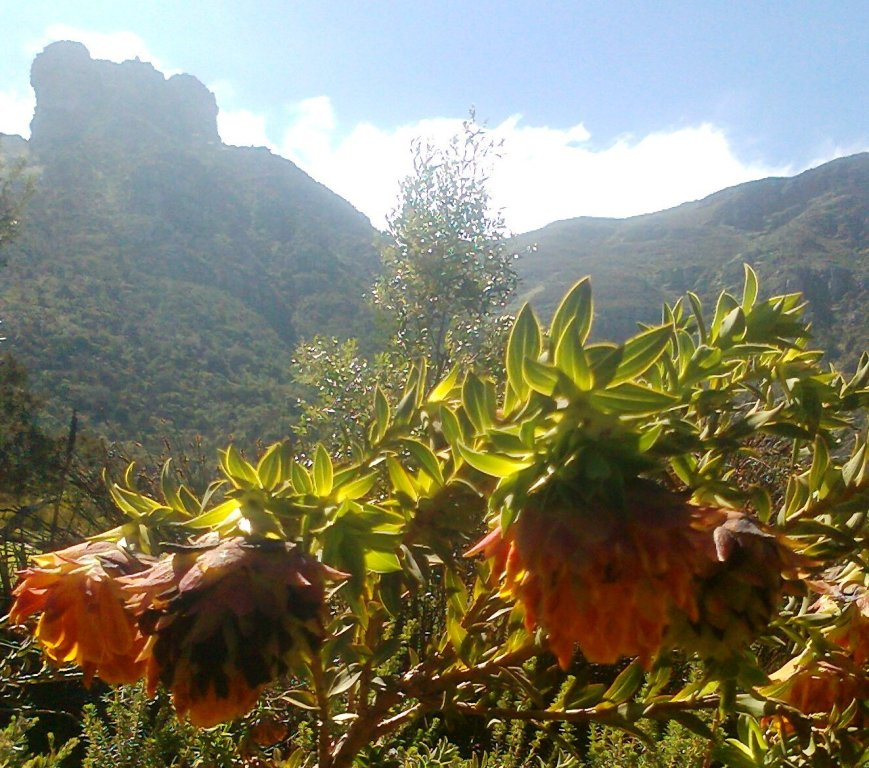